# Longicella mollis
Longicella mollis är en fjärilsart som beskrevs av Walker 1856. Longicella mollis ingår i släktet Longicella och familjen nattflyn. Inga underarter finns listade i Catalogue of Life.